# (5737) Itoh
(5737) Itoh ist ein Asteroid des Hauptgürtels, der am 30. September 1989 von den japanischen Astronomen Toshirō Nomura und Kōyō Kawanishi am Minami-Oda-Observatorium (IAU-Code 374) in Kamikaŭa, Präfektur Hyōgo auf der Insel Honshū in Japan entdeckt wurde.
Der Himmelskörper wurde am 24. Januar 2000 nach dem japanischen Amateurastronomen Kazuyuki Itō (* 1951) benannt, der insgesamt mehr als 1000 Beobachtungen von Kometen und Asteroiden machte.